# Единбурзький трамвай
Единбурзький трамвай — трамвайна мережа, що діяла в Единбурзі, столиці Шотландії, в 1871—1956 рр., перезапущена 2014 року

## Історія
Початково діяла конка, яка була введена в дію 1871-го, 1888-го року запровадили канатний трамвай. А в 1905 р. було запроваджено електричні трамваї. Вагони, як і автобуси, були двоповерховими. Збережені вагони такого типу можна побачити в Музеї транспорту в Глазго. В 1922 році було прийнято рішення про ліквідацію канатних трамваїв та заміну їх електричними. Останню лінію канатних трамваїв було закрито у червні 1923 року.
Трамвайна мережа була ліквідована 16 листопада 1956 року.
Вдруге лінію введено в дію 31 травня 2014 року. Вартість інвестицій склала 776 мільйонів фунтів стерлінгів — на 309 мільйонів більше, ніж передбачалося початково. Спочатку перша лінія мала бути завдовжки 18,2 км (22 зупинки) й закінчуватись у порту, але вона була скорочена до 14 км (15 зупинок) а її кінець знаходиться в самому центрі Единбурга.

## Рухомий склад
Було придбано 27 трамваїв CAF Urbos 3 за 40 мільйонів фунтів стерлінгів. Вагони виробляли у місті Беасаїн, Іспанія. Кожен трамвай — двосторонній, повністю з низькою підлогою та семисегментний, довжиною 42,8 м та шириною 2,65 м. Трамвай має 78 місць дял сидіння, 255 стоячих та 2 місця для інвалідних візків. Транспортні засоби оснащені відеоспостереженням.
Перший трамвай був переданий міській владі 27 квітня 2010 року. Через затримки у будівництві лінії та депо трамваї пройшли випробування у німецькому місті Вільденрат.